# XV Brygada Piechoty (II RP)
XV Brygada Piechoty (XV BP) – brygada piechoty Wojska Polskiego II RP.
XV Brygada Piechoty została sformowana w maju 1919 roku, w składzie 8 Dywizji Piechoty. W 1921 roku została rozwiązana. 13 pułk piechoty pozostał w składzie 8 Dywizji Piechoty, natomiast 33 pułk piechoty został podporządkowany dowódcy 18 Dywizji Piechoty.

## Organizacja XV BP
- dowództwo XV Brygady Piechoty
- 13 pułk piechoty
- 33 pułk piechoty

## Dowódcy brygady
- tyt. płk piech. Bronisław Kapliński (15 V[2] - 20 XII 1919[3])
- tyt. płk piech. Emil Prochaska (15 VIII 1920 - 25 V 1921)
- płk piech. Rudolf Tarnawski (1 I - 15 VI 1920)